# Afjet Afyonspor
Afyonspor ist ein türkischer Fußballverein aus Afyonkarahisar. Der Klub gilt als Nachfolger von Afyonkarahisarspor, welcher 2013 geschlossen wurde und spielt seit der Saison 2018/19 in der 2. Liga. Hauptsponsor und Namensgeber ist die Firma Afjet (voller Name: Afyon Jeotermal Turizm ve Ticaret A.Ş), ein Unternehmen, welches Fernwärme-Leitungen in Afyonkarahisars verlegt. Momentan ist Afjet Afyonspor der einzige Profiverein aus Afyonkarahisar.

## Geschichte
2013 wurde der Verein Sahipataspor übernommen, es wurden das Logo und die Vereinsfarben abgeändert, das Gründungsjahr wurde neu auf 2013 beziffert. So begann das „neugeborene“ Afjet Afyonspor seinen Spielbetrieb in der Saison 2013/14 in der Afyon Süper Amatör Lig, hierarchisch die 6. Liga. Mit 64 Punkten gelang Aufstieg in die Bölgesel Amatör Lig. In der BAL konnte Afyonspor seinen Lauf fortsetzen und den zweiten Platz hinter BB Bodrumspor erreichen. Im nächsten Anlauf gelang schließlich der erstmalige Aufstieg in die 4. Liga nach einem 2:0-Sieg im Play-off gegen Halide Edip Adıvar SK. Die laufende Saison (2015/16) wurde auf dem ersten Platz und mit 57 Punkten beendet.

## Erfolge
- Aufstieg in die Bölgesel Amatör Lig: 2013/14
- Aufstieg in die TFF 3. Lig: 2015/16
- Aufstieg in die TFF 2. Lig: 2016/17
- Aufstieg in die TFF 1. Lig: 2017/18

## Ligazugehörigkeit
- TFF 1. Lig: 2018–2019
- TFF 2. Lig: 2017–2018, 2019–
- TFF 3. Lig: 2016–2017
- Bölgesel Amatör Lig: 2014–2016
- Afyon Süper Amatör Lig: 2013–2014

## Trainer (Auswahl)
- Ufuk Süer (Juli 2014 – Oktober 2014)
- Hasan Yüksel (Oktober 2014 – Mai 2015)
- Cüneyt Tiryaki (Mai 2015 – Oktober 2016)
- Nihat Baştürk (Oktober 2016 – November 2016)
- Hasan Erkin Şimşir (November 2016 – Januar 2018)
- Sabahattin Akgül (Januar 2018 – November 2018)
- Serhat Güller (November 2018 – Februar 2019)
- Yusuf Şimşek (Februar 2019 – )

## Präsidenten (Auswahl)
- Salih Sel

## Fans
Die bekannteste Fangruppe nennt sich Grup Afyok, was übersetzt Gruppe Keine Gnade bedeutet. Die Gruppe wurde 2005 gegründet, das Motto lautet „BU ALEMDE KIMSEYE AFYOK“ (deutsch: „An diesem Ort gibt es für niemanden Gnade“). Bei Heimspielen unterstützen die Fans ihre Mannschaft vor allem in der Haupttribüne.